# Hysterostegiella dumeti
Hysterostegiella dumeti är en svampart som först beskrevs av Sacc. & Speg., och fick sitt nu gällande namn av B. Hein 1983. Enligt Catalogue of Life ingår Hysterostegiella dumeti i släktet Hysterostegiella, ordningen disksvampar, klassen Leotiomycetes, divisionen sporsäcksvampar och riket svampar, men enligt Dyntaxa är tillhörigheten istället släktet Hysterostegiella, familjen Dermateaceae, ordningen disksvampar, klassen Leotiomycetes, divisionen sporsäcksvampar och riket svampar. Arten är reproducerande i Sverige. Inga underarter finns listade i Catalogue of Life.